# Приговор (фильм, 2003)
«Приговор» (англ. The Statement) — психологическая драма Нормана Джуисона. Экранизация романа Брайана Мура, в основу которого легла история французского военного преступника Поля Тувье, которого удалось разыскать только в 1989 году и осудить за преступления против человечества в 1991 году.
«Приговор» является последним фильмом Джуисона перед его выходом на пенсию и смертью 20 января 2024 года. Он также был последним фильмом Алана Бейтса перед его смертью, спустя пятнадцать дней после выхода фильма.

## Сюжет
Бескомпромиссная служительница закона Анна-Мари Ливи и армейский полковник Ру ведут во Франции поиски неуловимого нацистского преступника. Пьер Броссар много лет скрывается от правосудия в уединенных монастырях, но теперь ему грозит реальная опасность. После дерзкого покушения на свою жизнь Броссар узнает, что неизвестная еврейская группировка вынесла ему смертный приговор, и теперь её наемники должны казнить Броссара, пришпилив к его телу текст сурового вердикта.
Ливи и Ру знают, что у хладнокровного палача есть влиятельные покровители в католической церкви и правительстве, которые сделают все, чтобы скрыть грязную правду о своих связях с фашистами. Удастся ли им разоблачить этот заговор и схватить Броссара, который намерен бежать из страны?

## В ролях
| Актёр             | Роль            |
| ----------------- | --------------- |
| Майкл Кейн        | Пьер Броссар    |
| Тильда Суинтон    | Анна-Мари Ливи  |
| Джереми Нортэм    | Полковник Ру    |
| Шарлотта Рэмплинг | Николь          |
| Мэтт Крэйвен      | Дэвид Маненбаум |
| Уильям Хатт       | Ле Мойн         |
| Алан Бейтс        | Арман Бертье    |
| Фрэнк Финлей      | комиссар        |
| Питер Уайт        | инспектор Шоле  |